# یواس‌اس گالانت (ام‌اس‌او-۴۸۹)
یواس‌اس گالانت (ام‌اس‌او-۴۸۹) (به انگلیسی: USS Gallant (MSO-489)) یک کشتی بود که طول آن ۱۷۲ فوت (۵۲٫۴۳ متر) بود. این کشتی در سال ۱۹۵۴ ساخته شد.